# گرگ کینم
گرگ کینم (انگلیسی: Greg Cannom) یک هنرمند جلوه‌های ویژه چهره‌پردازی سینمای هالیوود می‌باشد که تا کنون نه مرتبه نامزد دریافت جایزه اسکار بهترین چهره‌پردازی و آرایش مو شده است که سه مرتبه این جایزه را دریافت نموده است. کینم هفت مرتبه نیز نامزد دریافت جایزه ساترن شده است که تنها یکبار موفق به دریافت این جایزه شده است.

## برگزیده فیلمشناسی
- مورد عجیب بنجامین باتن (۲۰۰۸)
- بابل (۲۰۰۶) (در عنوان بندی نیامده)
- خانه مامان بزرگ ۲ (۲۰۰۶)
- زندگی و مرگ پیتر سلرز (۲۰۰۴)
- ون هلسینگ (۲۰۰۴)
- همه ده یارد (۲۰۰۴) (در عنوان بندی نیامده)
- مصائب مسیح (۲۰۰۴)
- ناخدا و فرمانده: آخر دنیا (۲۰۰۳)
- دزدان دریایی کارائیب: نفرین مروارید سیاه (۲۰۰۳)
- راهب ضد گلوله (۲۰۰۳)
- ذهن زیبا (۲۰۰۱)
- علی (۲۰۰۱)
- هانیبال (۲۰۰۱)
- خانه مامان بزرگ (۲۰۰۰)
- نفوذی (۱۹۹۹)
- تیغه (۱۹۹۸)
- تایتانیک (۱۹۹۷)
- استیل (۱۹۹۷)
- ماسک (۱۹۹۴)
- سایه (۱۹۹۴)
- خانم داوت‌فایر (۱۹۹۳)
- مرد بدون چهره (۱۹۹۳)
- هوفا (۱۹۹۲)
- دراکولای برام استوکر (۱۹۹۲)
- بازگشت بتمن (۱۹۹۲) (در عنوان بندی نیامده)
- بیگانه ۳ (۱۹۹۲)
- هوک (۱۹۹۱)
- پیشتازان فضا ۶: کشور کشف‌نشده (۱۹۹۱)
- کارت‌پستال‌هایی از لبه پرتگاه (۱۹۹۰) (در عنوان بندی نیامده)
- جن‌گیر ۳ (۱۹۹۰)
- مرگ‌بازان (۱۹۹۰) (در عنوان بندی نیامده)
- دیک تریسی (۱۹۹۰) (در عنوان بندی نیامده)
- سایبورگ (۱۹۸۹)
- پیله (۱۹۸۵)
- تریلر مایکل جکسون (۱۹۸۳)

## جوایز

### جوایز اسکار
- خانم داوت‌فایر
- دراکولای برام استوکر
- مورد عجیب بنجامین باتن

### جوایز ساترن
- هانیبال